# والتر ديل سكوت
والتر ديل سكوت (بالإنجليزية: Walter Dill Scott)‏ هو عالم نفس أمريكي، ولد في 1 مايو 1869 في كوكسفيل في الولايات المتحدة، وتوفي في 24 سبتمبر 1955.